# Boucles de la Marne
Boucles de la Marne este o arie protejată (arie de protecție specială avifaunistică — SPA) din Franța întinsă pe o suprafață de 2.641 ha, integral pe uscat.

## Localizare
Centrul sitului Boucles de la Marne este situat la coordonatele 48°54′39″N 2°43′32″E / 48.91083°N 2.72556°E.

## Înființare
Situl Boucles de la Marne a fost declarat arie de protecție specială avifaunistică în baza directivei 79/409 din 1979 referitoare la conservarea păsărilor sălbatice pentru a proteja 73 de specii de animale.

## Biodiversitate
Situată în ecoregiunea atlantică, aria protejată nu include niciun habitat protejat.
La baza desemnării sitului se află mai multe specii protejate de păsări (73): lebădă de vară (Cygnus olor), lebădă de vară (Cygnus olor), pescăruș negricios (Larus fuscus), ciocănitoare neagră (Dryocopus martius), Larus michahellis, ciuf de câmp (Asio flammeus), chiră de baltă (Sterna hirundo), pescăruș mic (Larus minutus), prundaș gulerat mic (Charadrius dubius), cormoran mare (Phalacrocorax carbo), rață lingurar (Anas clypeata), fluierarul cu picioare roșii (Tringa totanus), bătăuș (Philomachus pugnax), fluierar de munte (Actitis hypoleucos), erete vânăt (Circus cyaneus), cristei de baltă (Rallus aquaticus), pescăruș albastru (Alcedo atthis), prundaș gulerat mic (Charadrius dubius), erete vânăt (Circus cyaneus), gaia neagră (Milvus migrans), pasărea ogorului (Burhinus oedicnemus), stârc cenușiu (Ardea cinerea), stârc cenușiu (Ardea cinerea), rață fluierătoare (Anas penelope), chiră de baltă (Sterna hirundo), rața moțată (Aythya fuligula), rață-cu-cap-castaniu (Aythya ferina), stârc pitic (Ixobrychus minutus), rață pestriță (Anas strepera), buhai de baltă (Botaurus stellaris), rață pitică (Anas crecca), rață pitică (Anas crecca), Larus michahellis, pescăruș sur (Larus canus), Larus michahellis, fluierar cu picioare verzi (Tringa nebularia), lișiță (Fulica atra), erete de stuf (Circus aeruginosus), erete de stuf (Circus aeruginosus), pescăruș râzător (Larus ridibundus), pescăruș sur (Larus canus), cormoran mare (Phalacrocorax carbo), sfrâncioc roșiatic (Lanius collurio), rață lingurar (Anas clypeata), Bucephala clangula, Larus argentatus, rață fluierătoare (Anas penelope), vultur pescar (Pandion haliaetus), cristei de baltă (Rallus aquaticus), lișiță (Fulica atra), pasărea ogorului (Burhinus oedicnemus), nagâț (Vanellus vanellus), becațină comună (Gallinago gallinago), becațină comună (Gallinago gallinago), fluierarul de zăvoi (Tringa ochropus), fluierarul de zăvoi (Tringa ochropus), pescăruș râzător (Larus ridibundus), rață roșie (Aythya nyroca), rață cârâitoare (Anas querquedula), nagâț (Vanellus vanellus), ciocănitoarea de stejar (Dendrocopos medius), corcodel mare (Podiceps cristatus), ferestraș mic (Mergus albellus), chirighiță neagră (Chlidonias niger), viespar (Pernis apivorus), pescăruș-cu-cap-negru (Larus melanocephalus), erete vânăt (Circus cyaneus), gușă albastră (Luscinia svecica), corcodel mare (Podiceps cristatus), stârc pitic (Ixobrychus minutus), rața moțată (Aythya fuligula), rață-cu-cap-castaniu (Aythya ferina), stârc roșu (Ardea purpurea)
Pe lângă speciile protejate, pe teritoriul sitului au mai fost identificate 13 specii de păsări, 4 specii de amfibieni, 5 specii de mamifere, 10 specii de nevertebrate.